# 쌍룡초등학교 (강원)
쌍룡초등학교(雙龍初等學校)는 대한민국 강원특별자치도 영월군 한반도면에 있는 공립 초등학교이다.

## 학교 연혁
- 1941년 9월 25일 쌍룡공립국민학교 개교 (쌍용리 공회당 사용)
- 1942.08.21.	교사준공 이전 (쌍용리 693번지)
- 1965.12.24.	쌍용양회 준공으로 현지로 이전
- 1985.03.01.	후탄국민학교 본교 편입
- 1994.03.01.	6개 교실 개축 준공, 창원국민학교 후탄분교 폐교로 본교에 통합
- 1994.03.10.	쌍룡국민학교 병설유치원 개원
- 1996.03.01.	쌍룡초등학교로 개칭
- 2003.03.01.	토교초등학교 본교 편입
- 2015.03.01.	6학급 편성(특수학급폐지), 유치원 1학급 편성
- 2021.03.01.	토교분교 폐교로 본교에 통합
- 2021.09.01.	제30대 차정환 교장 부임
- 2022.12.29.	제78회 졸업식 6명(5,005명)
- 2023.03.01.	6학급 편성, 유치원 1학급 편성

## 주요 시설

### 운동장
쌍룡초등학교 운동장(雙龍初等學校運動場, Ssangryong Elemantary School Field)은 대한민국 강원특별자치도 영월군에 있는 스포츠 시설이다. 인조잔디 필드가 갖춰진 축구장이며 쌍룡초등학교 내부에 조성되어 있다. K7리그 영월, 강원도민체육대회 등의 스포츠 경기가 개최되었다.

## 참고 문헌
- 쌍룡초등학교 - 한국교육학술정보원 학교알리미
- 〈쌍룡초등학교〉. 《두피디아》. 두산.